# روسلان كوريان
روسلان كوريان (15 يونيو 1988 بسوتشي في روسيا - ) هو لاعب كرة قدم أوكراني وروسي في مركز الهجوم. شارك مع منتخب أرمينيا لكرة القدم. أما مع النوادي، فقد لعب مع دينامو كييف ولوخ إينيرجيا فلاديفوستوك ونادي روستوف أون دون ونادي لوكوموتيف طشقند وFC Dynamo-3 Kyiv ‏ وFC Sochi-04 ‏ ونادي موردوفيا سارانسك وأولمبيك دونيتسك ونادي داك 1904 دونيسكا ستريدا ونادي سكا خاباروفسك.

## وصلات خارجية
- روسلان كوريان على موقع الاتحاد الأوربي (الإنجليزية)
- روسلان كوريان على موقع قاعدة بيانات كرة القدم.إي يو (الإنجليزية)
- روسلان كوريان على موقع ناشيونال فوتبول تيمز (الإنجليزية)
- روسلان كوريان على موقع Soccerway.com (الإنجليزية)